# 小行星6124
小行星6124（英語：6124 Mecklenburg）是一颗围绕太阳公转的小行星。1987年9月29日，佛蒙特·伯根在陶腾堡发现了此天体。
这颗小行星的绝对星等为243.5730653932204等。